# William H. Clagett
William Horace Clagett (* 21. September 1838 in Upper Marlboro, Prince George’s County, Maryland; † 3. August 1901 in Spokane, Washington) war ein US-amerikanischer Politiker. Zwischen 1871 und 1873 vertrat er des Montana-Territorium im US-Repräsentantenhaus.

## Frühe Jahre
Im Jahr 1850 zog William Clagett mit seinem Vater nach Keokuk in Iowa. Dort beendete er die Grundschule. Danach studierte er bis 1858 Jura. Nach seiner Zulassung als Rechtsanwalt begann er in Keokuk in diesem Beruf zu arbeiten. Im Jahr 1861 zog er ins Nevada-Territorium, wo er zunächst in Carson City und dann in Humboldt als Rechtsanwalt tätig war.

## Politische Laufbahn
William Clagett wurde Mitglied der Republikanischen Partei. Von 1862 bis 1863 gehörte er dem territorialen Abgeordnetenhaus von Nevada an; nachdem das Gebiet als Bundesstaat den Vereinigten Staaten beigetreten war, wurde er Abgeordneter in der Nevada Assembly. Dieses Mandat übte er von 1864 bis 1865 aus. In den folgenden Jahren war er in den Städten Virginia City, Helena und Deer Lodge als Anwalt tätig. Die beiden letzteren lagen im damaligen Montana-Territorium. Zwischen dem 4. März 1871 und dem 3. März 1873 war er als Delegierter dieses Territoriums Mitglied im US-Repräsentantenhaus. Da dieses Gebiet aber kein offizieller Bundesstaat der USA war, hatte er im Kongress kein Stimmrecht. Bei den Wahlen des Jahres 1872 unterlag er gegen Martin Maginnis, den Kandidaten der Demokratischen Partei.

## Weiterer Lebenslauf
Nach dem Ende seiner Amtszeit in der Bundeshauptstadt Washington, D.C. arbeitete William Clagett wieder als Rechtsanwalt in verschiedenen Städten im Nordwesten der USA. Im Jahr 1889 war er Vorsitzender der verfassungsgebenden Versammlung von Idaho. Für diesen Staat kandidierte er in den Jahren 1891 und 1895 jeweils erfolglos für einen Sitz im US-Senat. Danach zog er nach Spokane im Staat Washington. Auch dort war er wieder als Anwalt tätig. William Clagett war der Onkel von Samuel B. Pettengill, der zwischen 1931 und 1939 den Staat Indiana im US-Repräsentantenhaus vertrat.